# بكا (سوريا)
تقع قرية بكا جنوب مدينة السويداء بـ 26 كم في سورية، يحدها جنوبا قرية ذيبين شرقا ام الرمان وقرية حوط شمالا والقريا غربا وقرية صماد التابعة ل(محافظة درعا) وقرية برد. كانت تعتبر مقر امارة في عهد الغساسنة.
كان لها مشاركة كبيرة خلال الثورة السورية الكبرة التي قادها سلطان باشا الاطرش وخاصة في معركة الكفر المزرعة ومعركة الصوخر التي جرت احداثها بالقرب من القريا وكان من أحد ابطال هذه المعركة هزاع إبراهيم مراد الذي كان قاضي المقرن الجنوبي.
يوجد بجانب القرية مغارة اكتشفت حديثاً تدعى مغارة الهوة وتبلغ من الطول أكثر من 2 كم. أراضيها خصبة لكنها بحاجة إلى المياه، بلغ عدد سكانها 2563 نسمة سنة 2004.